# Sistema de classificació APG II

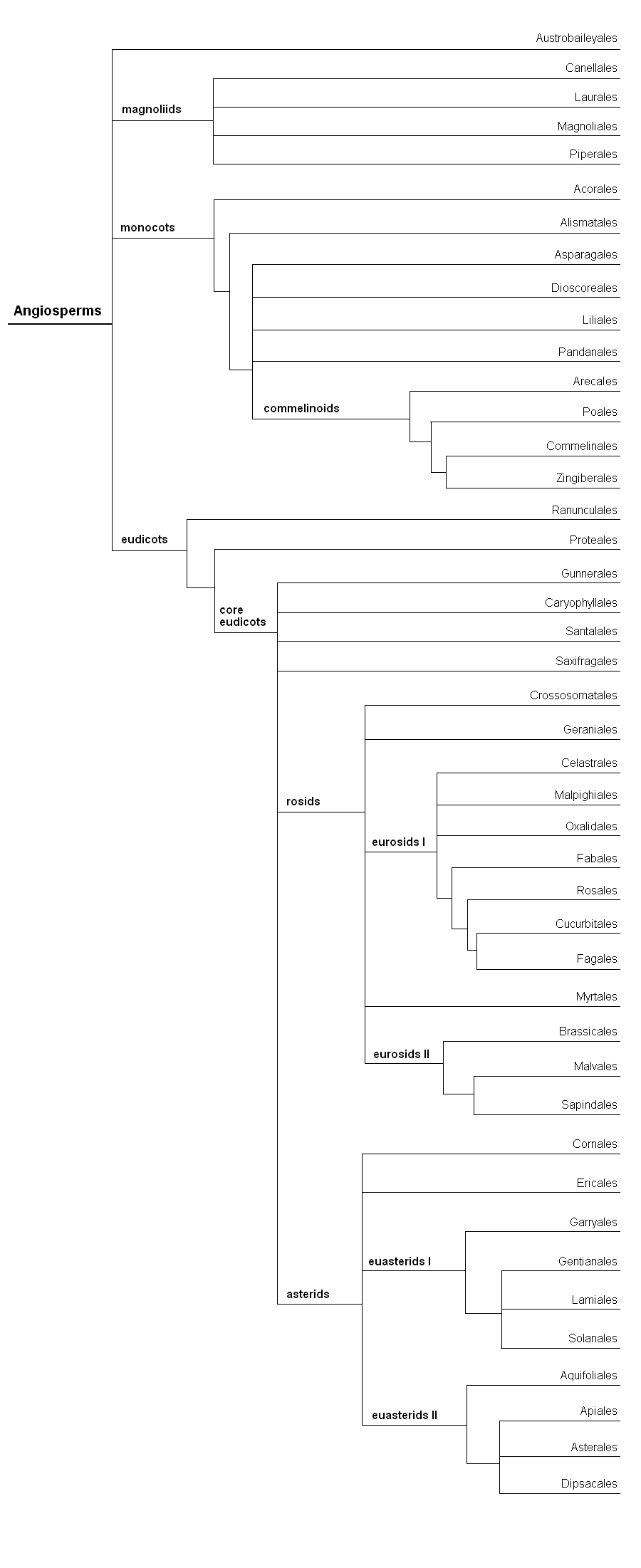
Classificació APG II (en anglès)

APG II és un sistema modern de classificació de les plantes angiospermes publicat el 2003 per l'Angiosperm Phylogeny Group a
Angiosperm Phylogeny Group (2003). An update of the Angiosperm Phylogeny Group classification for the ordres and families of flowering plants: APG II. Botanical Journal of the Linnean Society 141: 399-436. (Consultable en línia: https://plantnetwork.org/wordpress/wp-content/uploads/2746/apg2fulltext.pdf Arxivat 2021-12-27 a Wayback Machine.)
El sistema de classificació APG II és el successor de l'anterior sistema APG de 1998. El desenvolupament i avenços del sistema APG II es pot seguir al web de l' APG .
Aquest sistema de classificació es basa a l'anàlisi de la morfologia i de les seqüències d'ARN ribosòmic i d'alguns gens dels cloroplasts i trasllada al domini de les angiospermes els esforços que s'han fet en botànica sistemàtica per tal que el sistema de classificació dels éssers vius reflecteixi la realitat històrica dels lligams de parentiu o filogènesi entre les espècies actuals o extintes.
A la delimitació dels ordres i famílies només es tenen en consideració els grups naturals estrictament monofilètics, aquests grups reben el nom de clade. Els clades són formats per famílies i ordres. Els ordres contenen famílies, alguns són molt petits, fins i tot amb una única família, mentre d'altres contenen una gran munió.
Aquesta classificació ha canviat de manera important, fins i tot pel que fa a les famílies, les classificacions clàssiques. Per exemple, l'antiga família de les liliàcies s'ha disgregat i les espècies que en formaven part són ara a deu famílies diferents.
Grups principals (clades):
- angiospermes :
- : magnoliids
- : monocots
- :: commelinids
- : eudicots
- :: eudicots superiors
- ::: rosids
- :::: eurosids I
- :::: eurosids II
- ::: asterids
- :::: euasterids I
- :::: euasterids II

- clade angiospermes
- ::: família Amborellaceae
- ::: família Chloranthaceae
- ::: família Nymphaeaceae [+ família Cabombaceae]
- :: ordre Austrobaileyales
- : clade magnoliids
- ::: ordre Canellales
- ::: ordre Laurales
- ::: ordre Magnoliales
- ::: ordre Piperales
- : clade monocots
- :::: família Petrosaviaceae
- ::: ordre Acorales
- ::: ordre Alismatales
- ::: ordre Asparagales
- ::: ordre Dioscoreales
- ::: ordre Liliales
- ::: ordre Pandanales
- :: clade commelinids
- ::::: família Dasypogonaceae
- :::: ordre Arecales
- :::: ordre Commelinales
- :::: ordre Poales
- :::: ordre Zingiberales
- : ordre Ceratophyllales
- : clade eudicots
- :::: família Buxaceae [+ família Didymelaceae]
- :::: família Sabiaceae
- :::: família Trochodendraceae [+ família Tetracentraceae]
- ::: ordre Proteales
- ::: ordre Ranunculales
- :: clade eudicots superiors
- ::::: família Aextoxicaceae
- ::::: família Berberidopsidaceae
- ::::: família Dilleniaceae
- :::: ordre Gunnerales
- :::: ordre Caryophyllales
- :::: ordre Santalales
- :::: ordre Saxifragales
- ::: clade rosids
- :::::: família Aphloiaceae
- :::::: família Geissolomataceae
- :::::: família Ixerbaceae
- :::::: família Picramniaceae
- :::::: família Strasburgeriaceae
- :::::: família Vitaceae
- ::::: ordre Crossosomatales
- ::::: ordre Geraniales
- ::::: ordre Myrtales
- :::: clade eurosids I
- ::::::: família Zygophyllaceae [+ família Krameriaceae]
- ::::::: família Huaceae
- :::::: ordre Celastrales
- :::::: ordre Cucurbitales
- :::::: ordre Fabales
- :::::: ordre Fagales
- :::::: ordre Malpighiales
- :::::: ordre Oxalidales
- :::::: ordre Rosales
- :::: clade eurosids II
- ::::::: família Tapisciaceae
- :::::: ordre Brassicales
- :::::: ordre Malvales
- :::::: ordre Sapindales
- ::: clade asterids
- ::::: ordre Cornales
- ::::: ordre Ericales
- :::: clade euasterids I
- ::::::: família Boraginaceae
- ::::::: família Icacinaceae
- ::::::: família Oncothecaceae
- ::::::: família Vahliaceae
- :::::: ordre Garryales
- :::::: ordre Gentianales
- :::::: ordre Lamiales
- :::::: ordre Solanales
- :::: clade euasterids II
- ::::::: família Bruniaceae
- ::::::: família Columelliaceae [+ família Desfontainiaceae]
- ::::::: família Eremosynaceae
- ::::::: família Escalloniaceae
- ::::::: família Paracryphiaceae
- ::::::: família Polyosmaceae
- ::::::: família Sphenostemonaceae
- ::::::: família Tribelaceae
- :::::: ordre Apiales
- :::::: ordre Aquifoliales
- :::::: ordre Asterales
- :::::: ordre Dipsacales

Nota: "+ ..." = família separada opcional, pot separar-se de la família precedent.